# Oestromyia marmotae
Oestromyia marmotae är en tvåvingeart som beskrevs av Gedoelst 1915. Oestromyia marmotae ingår i släktet Oestromyia och familjen styngflugor. Inga underarter finns listade i Catalogue of Life.